# Torre d'aigües de Rigat
La Torre d'aigües de Rigat és una obra modernista del municipi d'Igualada (Anoia) protegida com a bé cultural d'interès local.
És un elevador i dipòsit d'acumulació d'aigua de planta poligonal amb una gran esveltesa de línia. A l'extrem de la torre s'hi obren unes finestres solucionades amb llindes esglaonades, reflex del modernisme, a semblança de les xemeneies industrials. La torre és coronada de merlets com un castell. Està situada al terreny del Fort de Sant Magí. Forma part de l'Inventari del Patrimoni Arquitectònic de Catalunya.

## Història
A causa de la manca d'aigua a la ciutat, en el decenni de 1920 es va crear la Societat d'aigües de Rigat. Aquesta societat s'encarregava de portar l'aigua de les seves deus situades en el terme de la Pobla de Claramunt i les transportava en diferents dipòsits a la ciutat d'Igualada. Des de la torre d'aigües de Rigat, al carrer Carme Verdaguer, situada al barri del Poble Sec, un lloc elevat de la ciutat, era distribuïda a la xarxa de consum domiciliari de la població.